# Aéroport international de Zante
L’aéroport international de Zante « Dionýsios Solomós » (en grec moderne : Κρατικός Αερολιμένας Ζακύνθου «Διονύσιος Σολωμός», code IATA : ZTH • code OACI : LGZA) est un aéroport desservant l'île de Zante, en Grèce, et situé près de la ville de Kalamaki. Il porte le nom du poète grec Dionýsios Solomós, originaire de l’île.
Les avions ne sont pas autorisés à décoller ou atterrir de minuit jusqu'à 4 heures du matin, afin de préserver une espèce de tortues en danger (caretta caretta) qui viennent pondre leurs œufs sur la plage durant la nuit. L'aéroport a ouvert en 1972.
En 2015, Fraport (de Frankfurt Airport, exploitant de l'aéroport de Francfort-sur-le-Main), associé à l'opérateur grec Colezopoulos, annonce la signature d'un accord de concession pour une durée de quarante ans pour la gestion de quatorze aéroports en Grèce ; l'aéroport de Zante fait partie de cet accord, ainsi que ceux d'Aktion, La Canée, Corfou, Kavala, Céphalonie, Kos, Mytilène, Mykonos, Rhodes, Samos, Santorin, Skiathos, et Thessalonique. 

## Situation

### Carte des aéroports en Grèce
| \| 50 km1:6 137 000 \| Agrinion Aktion Alexandreia Alexandroúpoli Andravida Áraxos Astypalée Athènes · E. Venizélos Céphalonie La Canée Chios Corfou Héraklion Icarie Ioannina Kalamata Kalymnos Karpathos Kassos Kastellórizo Kastoria Kavala Cythère Kos Kotroni Kozani Larissa Lemnos Leros Milos Mykonos Mytilène Naxos Néa Anchíalos Paros Rhodes Maritsa Samos Santorin Sitía Skiathos Skyros Sparte Syros Tanagra Tatoi Thessalonique Tripoli Tympaki Zante Kastelli |
| 50 km1:6 137 000 |

## Statistiques
Pour des raisons techniques, il est temporairement impossible d'afficher le graphique qui aurait dû être présenté ici.

Voir la requête brute et les sources sur Wikidata.

### Zoom sur l'impact du covid de 2019-2020
Pour des raisons techniques, il est temporairement impossible d'afficher le graphique qui aurait dû être présenté ici.

Voir la requête brute et les sources sur Wikidata.

## Compagnies aériennes et destinations
| Compagnies                    | Destinations |
| ----------------------------- | --- |
| AeroItalia                    | En saison: Bergame-Orio al Serio, Forlì |
| Animawings                    | En saison: Bucarest-H. Coandă |
| Austrian Airlines             | En saison : Vienne-Schwechat |
| British Airways               | En saison : Londres-Heathrow |
| Brussels Airlines             | En saison : Bruxelles-National |
| Condor                        | En saison : Düsseldorf, Francfort, Hambourg-H.-Schmidt, Munich-F. J. Strauß |
| Corendon Dutch Airlines       | En saison : Amsterdam, Maastricht-Aix-la-Chapelle |
| easyJet                       | En saison : - Berlin-Brandebourg, - Bristol, - Londres-Gatwick, - Londres-Luton, - Manchester, - Milan-Malpensa |
| Edelweiss Air                 | En saison : Zurich |
| Eurowings                     | En saison : Berlin-Brandebourg, Düsseldorf, Prague-Václav-Havel, Salzbourg-W. A. Mozart, Stuttgart |
| Eurowings Discover            | En saison : Francfort, Munich-F. J. Strauß |
| Jet2.com                      | En saison : - Belfast, - Birmingham, - Bristol, - East Midlands, - Édimbourg, - Glasgow, - Leeds-Bradford, - Liverpool-J.-Lennon, - Londres-Stansted, - Manchester, - Newcastle                                            |
| Lufthansa                     | En saison : Munich-F. J. Strauß |
| Marabu                        | En saison : Hambourg-H.-Schmidt, Munich-F. J. Strauß |
| Olympic Air                   | Athènes E.-Venizélos |
| Ryanair                       | En saison : - Bari-Karol Wojtyła, - Bergame-Orio al Serio, - Budapest-Ferenc Liszt, - Dublin, - Londres-Stansted, - Naples-Capodichino, - Rome Léonard-de-Vinci/Fiumicino, - Varsovie-Modlin (Mazovie), - Vienne-Schwechat |
| Sky Express                   | Athènes E.-Venizélos, Céphalonie, Prévéza-Aktion En saison : Héraklion-N. Kazantzákis En saison charter : Amsterdam, Weeze                                                                                                 |
| SmartWings                    | En saison : Bratislava-M. R. Štefánik, Brno-Tuřany, Ostrava-L. Janáček, Prague-Václav-Havel |
| Swiss International Air Lines | En saison : Genève-Cointrin |
| Transavia                     | En saison : Amsterdam, Bruxelles-National, |
| Transavia France              | En saison: Paris-Orly |
| TUI Airways                   | En saison : - Birmingham, - Bournemouth, - Bristol, - Cardiff-Rhoose, - Dublin, - East Midlands, - Exeter, - Glasgow, - Londres-Gatwick, - Londres-Stansted, - Manchester, - Newcastle                                     |
| TUI fly Belgium               | En saison : Bruxelles-National |
| TUI fly Netherlands           | En saison: Amsterdam, Rotterdam-La Haye |
| Tus Airways                   | En saison: Tel Aviv - Ben Gourion |
| Volotea                       | En saison : - Bari-Karol Wojtyła, - Nantes-Atlantique, - Naples-Capodichino, - Palerme Falcone-Borsellino, - Venise - Marco Polo, - Vérone - Villafranca                                                                   |
| Vueling                       | En saison : Rome Léonard-de-Vinci/Fiumicino |
| Wizz Air                      | En saison : - Belgrade-Nikola-Tesla, - Bucarest-H. Coandă, - Budapest-Ferenc Liszt, - Cluj-Napoca, - Milan-Malpensa, - Rome Léonard-de-Vinci/Fiumicino, - Timişoara-T. Vuia, - Varsovie-Chopin, - Vienne-Schwechat         |

Édité le 03/02/2018  Actualisé le 17/05/2023